# Hamlet (film fra 1948)
 For alternative betydninger, se Hamlet (flertydig). (Se også artikler, som begynder med Hamlet)
Hamlet er britisk film fra 1948. Filmen er baseret på William Shakespeares klassiske skuespil af samme navn med Laurence Olivier i titelrollen. Den regnes for den bedste filmatisering af stykket.

## Plot
Kongen af Danmark er knap nok død, før dronning Gertrude ægter kongens broder, Claudius. Samtidig står prins Hamlet over for at skulle giftes med sin udkårne Ofelia. Men da den døde konge viser sig for sin søn og fortæller, at han er blevet myrdet af Claudius og Gertrude, gribes Hamlet af en stærk trang til at hævne sig på sin troløse moder og onkel. 